# Самсунг Галакси Фолд
Samsung Galaxy Fold (още известен като Samsung Galaxy Z Fold или Samsung Galaxy Z Fold 1) е Android смартфон, произведен от Samsung Electronics. Устройството се сгъва наполовина като книга. Размерът на екрана в разгънато състояние е 7,2 инча.
Моделът е представен на 25 февруари 2019 г. По план продажбите трябва да започнат на 26 април 2019 г. Стартирането обаче е отложено за май поради проблеми с екрана, след което пак е отложено за юни. В резултат продажбите на Galaxy Fold започват на 6 септември в Южна Корея.
Смартфонът получава награда CES 2020 Innovation Award Product.

## Спецификации
Samsung Galaxy Fold е оборудван с гъвкав 7,3-инчов AMOLED дисплей с резолюция 2152 × 1536. Външният екран със съотношение на страните 21:9 има диагонал от 4,6 инча с резолюция 1680 × 720 и с плътност на пикселите 397 ppi.
Предната повърхност на големия сгъваем екран е от пластмаса. Външната повърхност на малкия допълнителен екран е стъклена плоча.
Предната камера на разгънатия Samsung Galaxy Fold има сензор от 10 мегапиксела и обектив с диафрагма f/2.2 без автофокус. Тя се допълва от сензор за дълбочина (8 мегапиксела, f/1.9) за портретен режим с фоново замъгляване.
Основната камера има 12-мегапикселов сензор и 27 mm обектив с двойна диафрагма: f/1.5 или f/2.4. Камерата има фазов автофокус (PDAF) с технология Dual Pixel и оптична стабилизация на изображението (OIS). Вторият модул е дългофокусен (12 MP, 1/3.6 ″, 1.0 µm, f/2.4) с OIS и PDAF автофокус. Третият модул е широкоъгълен (16 мегапиксела, f/2.2).
Като софтуерна платформа Samsung Galaxy Fold използва Google Android 9.0 Pie със собствена обвивка One UI.
Samsung Galaxy Fold работи на Qualcomm Snapdragon 855. Обем на оперативната памет е 12 GB, хранилище – 512 GB. MicroSD карти не се поддържат.

## Продажби
Според президента на Samsung за 3 месеца продажби са продадени 1 милион устройства. Цената на Galaxy Fold по това време е 2000 щатски долара. За цялата 2019 година печалбата на Samsung Electronics възлиза на 21,2 милиарда, като по този начин продажбата на Galaxy Fold носи на компанията десета част от годишната печалба.
Продажбите на Galaxy Fold в България започват на 4 ноември 2019 г.